# Akutna monocitna leukemija
Akutna monocitna leukemija (skraćeno AMoL; AML-M5 po FAB klasifikaciji) je podtip akutne mijeloične leukemije (AML), zloćudne novotvorine krvotvornih organa koja nastaje zbog abnormalnog klonalnog rasta i nepotpunog sazrijevanja stanica mijeloidne loze.

## Epidemiologija
Ovaj podtip leukemij čini oko 10% svih slučajeva AMoL u odraslih.

## Oblici
Razlikuje se dva tipa ove bolesti:
- Akutna monoblastična leukemija - AML-M5a - nezreli oblik - više od 80% stanica monocitne linije su monoblasti
- Akutna monocitna leukemija - AML-M5b - zreliji oblik - nezreli oblici su miješavina monoblasta i promonocita (manje od 80% monoblasta).[2]

## Utvrđivanje bolesti
Dijagnostički kriterij je prisutnost više 80% nezrelih stanica monocitne linije (monoblasti, promonociti, monociti) od ostalih neeritroidnih stanica u koštanoj srži, te neutrofilna komponenta manja od 20%.

## Terapija
U liječenju se koristi kemoterapija i presađivanje koštane srži.

## Vanjske poveznice
- Klasifikacije AML, Medscape, pristupljeno 27.05.2014. (engl.)
- Liječenje AML, Medscape, pristupljeno 27.05.2014. (engl.)

|  | Molimo pročitajte upozorenje o korištenju medicinskih informacija. Ne provodite liječenje bez savjetovanja s liječnikom! |